# ألونسو إدوارد
ألونسو إدوارد (بالإسبانية: Alonso Edward) هو منافس ألعاب قوى بنمي، ولد في 8 ديسمبر 1989 في بنما في بنما.

## وصلات خارجية
- ألونسو إدوارد على موقع الاتحاد الدولي لألعاب القوى (الإنجليزية)
- ألونسو إدوارد على موقع الدوري الماسي (الإنجليزية)
- ألونسو إدوارد على موقع اللجنة الأولمبية الدولية (الإنجليزية)
- ألونسو إدوارد على موقع أوليمبيديا (الإنجليزية)